# Tsvetnoj Boelvar
Tsvetnoj Boelvar (Russisch: Цветной бульвар uitspraakⓘ) is een boulevard in Moskou, onder meer bekend doordat het Nikoelin Circus, vroeger bekend als het Circus van Moskou aan de Tsvetnoj Boelvar, eraan gelegen is. Dit was het circus waar de beroemde clowns Karandasj, Oleg Popov en Joeri Nikoelin jarenlang optraden. De boulevard is in de jaren 30 van de negentiende eeuw aangelegd op de overkluizing van de Neglinnaja en kreeg toen de naam Troebnyj Boelvar. In 1851 kreeg de boulevard de huidige naam, die kleurrijk/gekleurd betekent, als verwijzing naar de bloemenmarkt.   
Het is ook de naam van het aan die weg gelegen metrostation aan de Serpoechovsko-Timirjazevskaja-lijn van de Moskouse metro. 

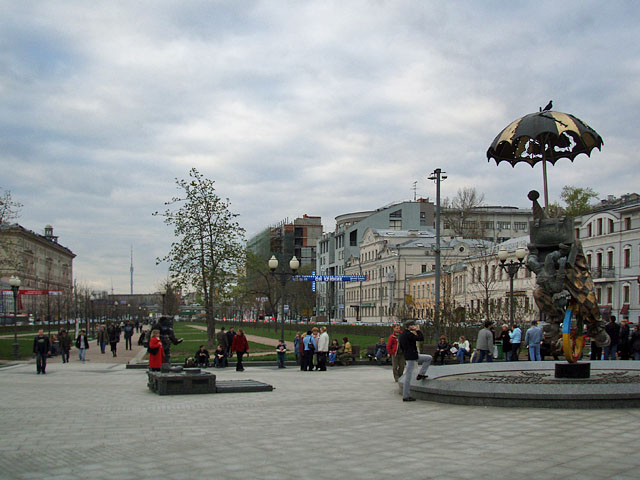
Tsvetnoj Boelvar
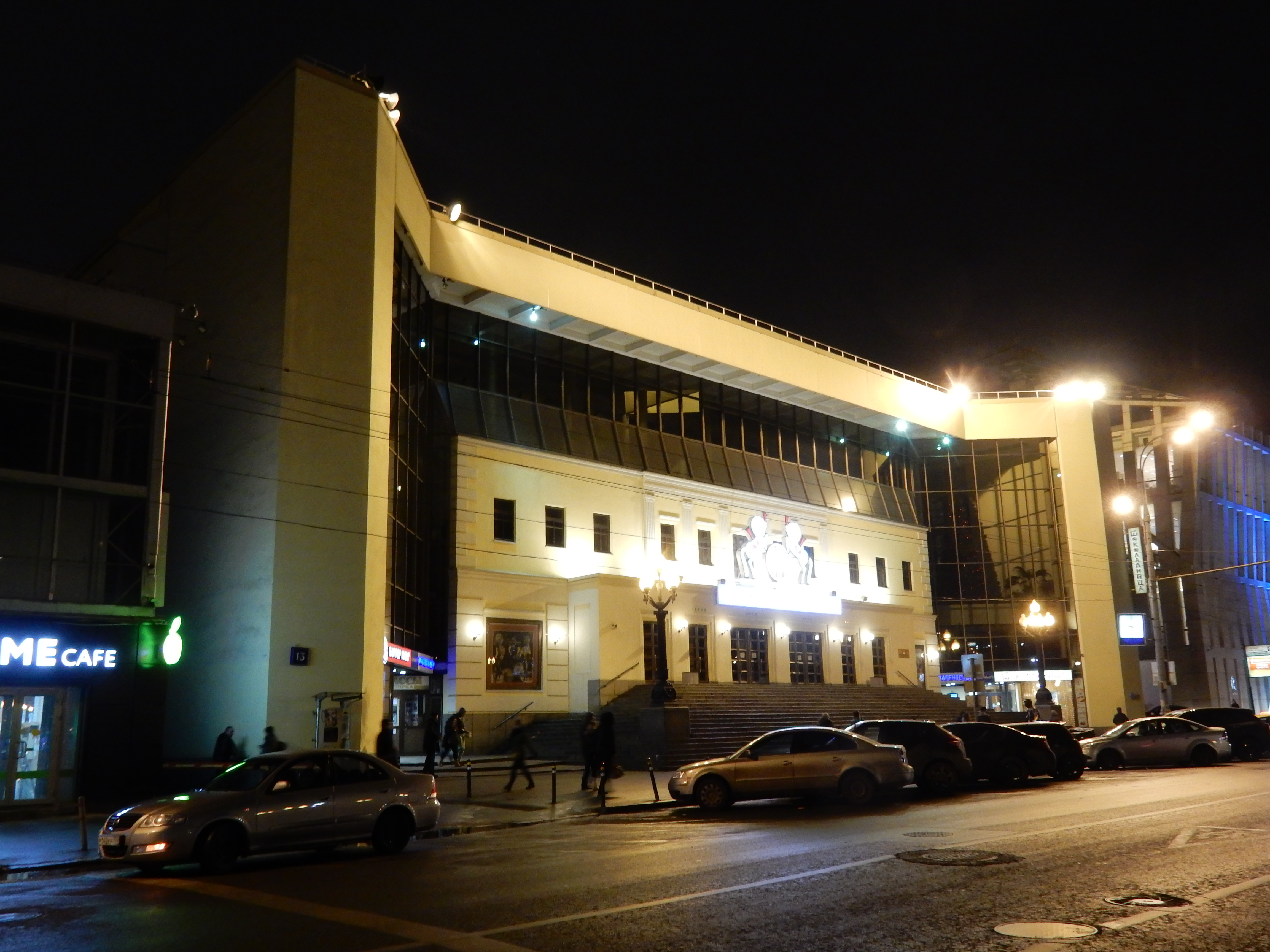
Het circustheater
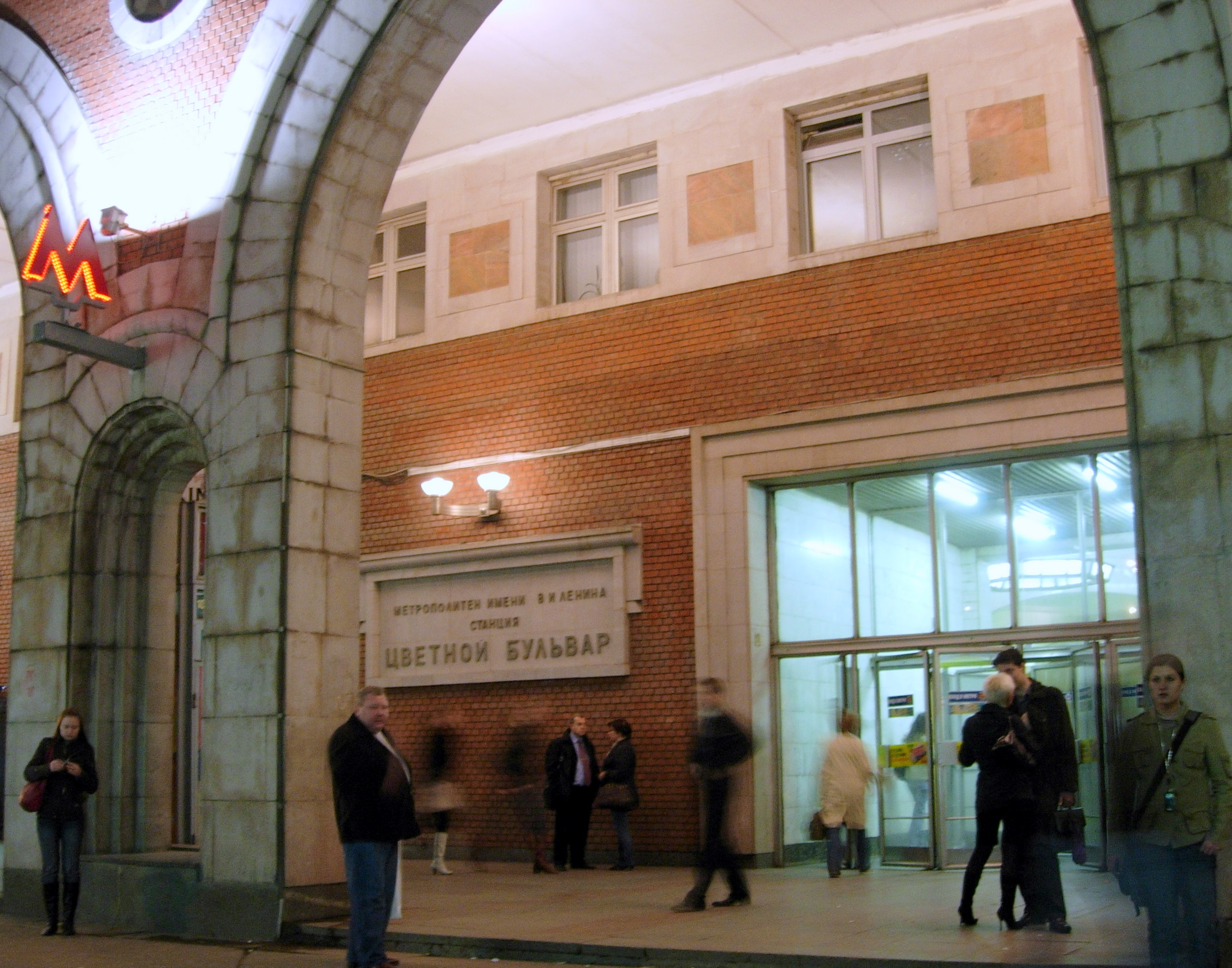
Het metrostation